# 耶尔祖
耶尔祖（義大利語：Jerzu），是意大利撒丁大区努奥罗省的一个市镇。总面积102.61平方公里，人口3237人，人口密度31.5人/平方公里（2009年）。ISTAT代码为105009。